# Mohammad Hatta
Mohammad Hatta (ur. 1902, zm. 1980) – indonezyjski polityk. 
Studiował w Batawii (1919–1921) i Lejdzie (1931–1932). Działał w Stowarzyszeniu Indonezyjskim, był jednym z liderów tej organizacji. Związany z Indonezyjską Partią Narodową, wraz z Sukarno zakładał Partię Indonezji. W 1933 został aresztowany i zesłany do Papui Zachodniej, potem zaś na Moluki. W 1943, wspólnie z Sukarno, stanął na czele współpracującego z Japończykami Ośrodka Siły Społecznej. 17 sierpnia 1945 uczestniczył w proklamowaniu niepodległości Indonezji, dzień później objął stanowisko pierwszego wiceprezydenta kraju. W lipcu 1956 zrezygnował z urzędu. Stał również na czele rządu (29 stycznia 1948 – 16 stycznia 1950).